# Walancina Leanienka
Walancina Sciapanauna Leanienka (biał. Валянціна Сцяпанаўна Леаненка, ros. Валентина Степановна Леоненко, Walentina Stiepanowna Leonienko; ur. 10 marca 1953 w Balszawiku w rejonie homelskim) – białoruska historyczka i polityk, w latach 2008–2012 deputowana do Izby Reprezentantów Zgromadzenia Narodowego Republiki Białorusi IV kadencji; kandydat nauk historycznych (odpowiednik polskiego stopnia doktora), docent.

## Życiorys
Urodziła się 10 marca 1953 roku w osiedlu typu miejskiego Bolszewik, w rejonie homelskim obwodu homelskiego Białoruskiej SRR, ZSRR. Ukończyła studia na Wydziale Historii Białoruskiego Uniwersytetu Państwowego (BUP), uzyskując wykształcenie historyczki, wykładowczyni historii i wiedzy o społeczeństwie. Uzyskała stopień kandydata nauk historycznych (odpowiednik polskiego stopnia doktora), jest docentem. Pracę rozpoczęła jako statystyk komitetu komsomołu BUP. Następnie pracowała jako asystentka w Katedrze Historii KPZR, asystentka Katedry Historii Socjalno-Politycznej, asystentka, starsza wykładowczyni Katedry Historii Białorusi i Politologii Białoruskiego Instytutu Technologicznego im. S. Kirowa, docent Katedry Historii Białorusi i Politologii Białoruskiego Państwowego Uniwersytetu Technologicznego.
27 października 2008 roku została deputowaną do Izby Reprezentantów Zgromadzenia Narodowego Republiki Białorusi IV kadencji z Kupałowskiego Okręgu Wyborczego Nr 95. Pełniła w niej funkcję członkini Stałej Komisji ds. Międzynarodowych i Kontaktów z WNP. Od 13 listopada 2008 roku była członkinią Narodowej Grupy Republiki Białorusi w Unii Międzyparlamentarnej.

## Życie prywatne
Walancina Leanienka jest mężatką, ma syna.